# Lijst van beschermd erfgoed in Seraing
Onderstaande tabel geeft een overzicht van de beschermde erfgoederen in de gemeente Seraing. Het beschermd erfgoed maakt deel uit van het cultureel erfgoed in België.
| Object | Bouwjaar/architect | Deelgemeente | Adres                          | Coördinaten                   | Nummer?                | Afbeelding |
| --- | ------------------ | ------------ | ------------------------------ | ----------------------------- | ---------------------- | --- |
| Reserve in het bos van Vecquée |                    |              |                                | 50° 33' 4" NB, 5° 31' 2" OL   | 62096-CLT-0001-01 Info | |
| Bos van Vecquée |                    |              |                                | 50° 34' 40" NB, 5° 31' 8" OL  | 62096-CLT-0002-01 Info | Bos van Vecquée |
| Abdij van Val-Saint-Lambert: entreeportiek, het kasteel (noordgevel en westgevel, monumentale trappen van de kwartieren van de abdij en van de voorafgaande de smeedijzeren hekken), gevel van het gebouw ter afsluiting van de binnenplaats aan de zuidzijde, de voormalige kapittelzaal, gebouwen, op dit moment magazijn (gevels en daken), harmoniezaal (gevels) en het ensemble gevormd door het hof van Val, met inbegrip van het hof en de gevels van de gebouwen die het omringen. |                    |              | rue du Val Saint-Lambert n°245 | 50° 35' 36" NB, 5° 28' 57" OL | 62096-CLT-0003-01 Info | |
| Bepaalde delen van de abdij van Val-Saint-Lambert, het ensemble van de gevels (uitgezonderd de delen die geclassificeerd zijn bij koninklijk besluit van 26 november 1973), ensemble van de daken, de tuinmuren van de abdij |                    |              |                                | 50° 35' 39" NB, 5° 28' 60" OL | 62096-CLT-0005-01 Info | |
| Huizen: gevels en daken, vormen het hof van de Val-Saint-Lambert |                    |              |                                | 50° 35' 27" NB, 5° 29' 1" OL  | 62096-CLT-0007-01 Info | |
| Ensemble van het kasteel Courtejoie of Olloy en de kleine aangrenzende gebouwen, met uitzondering van de aanbouw, gebouwd rond 1860, en het ensemble van het kasteel met de omliggende terreinen |                    |              | rue A. de Lexhy, n°36          | 50° 37' 1" NB, 5° 30' 4" OL   | 62096-CLT-0008-01 Info | Ensemble van het kasteel Courtejoie of Olloy en de kleine aangrenzende gebouwen, met uitzondering van de aanbouw, gebouwd rond 1860, en het ensemble van het kasteel met de omliggende terreinen |
| Kasteel Antoine en het ensemble van het kasteel en de omliggende terreinen |                    |              | rue A. de Borre n°11           | 50° 37' 2" NB, 5° 30' 17" OL  | 62096-CLT-0011-01 Info | Kasteel Antoine en het ensemble van het kasteel en de omliggende terreinen |
| Kasteel van Ordange en het ensemble van het kasteel en de omliggende terreinen |                    |              | rue d'Ordange n°8              | 50° 37' 5" NB, 5° 30' 11" OL  | 62096-CLT-0012-01 Info | Kasteel van Ordange en het ensemble van het kasteel en de omliggende terreinen |
| Es |                    |              | rue du Vieux Chêne             | 50° 34' 0" NB, 5° 33' 6" OL   | 62096-CLT-0013-01 Info | |
| Bepaalde delen van het kasteel van Seraing |                    |              |                                | 50° 36' 57" NB, 5° 30' 44" OL | 62096-CLT-0014-01 Info | |
| Raadhuis: gevels, daken, plafond van de grote zaal boven |                    |              | place Communale                | 50° 36' 54" NB, 5° 30' 33" OL | 62096-CLT-0016-01 Info | |
| Bepaalde delen van het kasteel van Seraing (Kasteel Cockerill), uitbreiding van het Koninklijk Besluit van 23 april 1980 |                    |              | quai Greiner n°2, Seraing      | 50° 36' 57" NB, 5° 30' 45" OL | 62096-CLT-0019-01 Info | |
| Het scriptorium, de fragmenten van gips van de oude abdij van Val-Saint-Lambert |                    |              |                                | 50° 35' 32" NB, 5° 28' 57" OL | 62096-PEX-0001-01 Info | |
| De muurdecoratie van de kapel en het meubilair gesitueerd in het Kasteel van Ordange |                    |              |                                | 50° 37' 5" NB, 5° 30' 11" OL  | 62096-PEX-0002-01 Info | De muurdecoratie van de kapel en het meubilair gesitueerd in het Kasteel van Ordange |